# Aerosmith (album)
Aerosmith je prvi studijski album rock skupine Aerosmith. Izšel je leta 1973 pri založbi Columbia Records.

## Seznam skladb
1. "Make It" - 3:41
2. "Somebody" - 3:45
3. "Dream On" - 4:28
4. "One Way Street" - 7:00
5. "Mama Kin" - 4:25
6. "Write Me a Letter" - 4:11
7. "Movin' Out" - 5:03
8. "Walkin' the Dog" - 3:12